# Rafael Marques Pinto
Rafael Marques Pinto, mais conhecido apenas como Rafael Marques (Rio de Janeiro, 21 de setembro de 1983), é um ex-futebolista brasileiro que atuava como zagueiro. 

## Carreira

### Botafogo
Revelado pelo Botafogo, Rafael Marques estreou pela equipe principal com vinte anos, em 20 de junho de 2004, na derrota por 1–0 para a Ponte Preta no Caio Martins, válida pelo Brasileirão; o jogador entrou no segundo tempo, quando a sua equipe estava com um jogador a menos. Apesar da derrota, o zagueiro foi elogiado pelo ex-zagueiro e treinador Mauro Galvão, que o manteve no time titular a partir de então.
Em 2005, o defensor marcou o seu primeiro gol como profissional, na vitória por 2–0 sobre o Atlético Paranaense no Luso-Brasileiro, válida pelo Brasileirão. Formou ao lado de Scheidt, a quarta defesa menos vazada da competição.
Em abril de 2006, foi campeão carioca, sendo esse o seu primeiro título como profissional. No mês seguinte, o zagueiro completou 100 jogos pelo Botafogo e ganhou uma placa comemorativa do clube.
Em 2007, sob o comando de Cuca, o jogador perdeu espaço na zaga alvinegra. Com o término da temporada, o defensor foi negociado com o Goiás.
Ao todo, foram 139 jogos pelo Glorioso, tendo marcado 8 gols.

### Goiás
Em janeiro de 2008, o jogador acertou com o Goiás. Estreou na vitória por 2–1 sobre o Atlético Goianiense, válida pela primeira rodada do Goianão. Em seu quarto jogo pelo clube da capital goiana, o zagueiro sofreu uma séria lesão, com previsão de retorno em cinco meses.
O zagueiro retornou ao longo do Campeonato Brasileiro e ganhou a confiança do treinador Hélio dos Anjos, sendo titular absoluto e conquistando também a torcida esmeraldina. Marcou o seu primeiro e único gol pelo clube goiano, na goleada por 4–1 sobre o Santos no Serra Dourada.

### Grêmio
Em 22 de dezembro de 2008, o Grêmio anunciou o acerto com o jogador para a temporada de 2009.

#### 2009
O zagueiro estreou pelo Grêmio, em partida válida pelo Campeonato Gaúcho, diante do Inter de Santa Maria, no Estádio Presidente Vargas. O jogo terminou empatado em 1–1 e Rafael não marcou nenhum gol. Segundo o jornal Zero Hora, o defensor "mostrou ter qualidade para ser o titular no time de Celso Roth". Seu primeiro gol aconteceu no seu terceiro jogo pelo Grêmio, no Campeonato Gaúcho, contra o Novo Hamburgo, no Estádio do Vale, abrindo o placar da goleada de 5–1 para o Grêmio. Marcou seu primeiro gol em Copas Libertadores, diante do Aurora-BOL, no Estádio Olímpico, na vitória por 3–1. No Campeonato Brasileiro, Rafael Marques mostrou virtudes de um verdadeiro zagueiro-artilheiro, marcando 5 gols, sendo dois deles na vitória de 3–2 sobre o Santo André no Estádio Olímpico.  

#### 2010
Em 2010, sob o comando de Silas, após a saída de Paulo Autuori, o defensor permaneceu como titular absoluto da zaga tricolor, sendo porém um ano de menos gols marcados, apenas dois. O primeiro deles novamente contra o Inter de Santa Maria, desta vez no Estádio Olímpico, e o segundo deles em um jogo muito brigado, válido pela semifinal  da Copa do Brasil, diante do Santos de Neymar, Ganso e Robinho, na Vila Belmiro. O gol de Rafael Marques no entanto, não conseguiu evitar a eliminação tricolor, após a derrota por 3–1 - tendo o time gaúcho vencido por 4–3 no jogo de ida - sendo o zagueiro também expulso, após entrada dura em Marcel, já nos acréscimos da segunda etapa. 

#### 2011
No ano de 2011, sob o comando de Renato Portaluppi, o zagueiro-artilheiro permaneceu como titular na zaga do Imortal, tendo marcado 5 gols em 13 jogos no Campeonato Gaúcho - uma média impressionante para um zagueiro - sendo o último deles, o gol da classificação na semifinal da competição, diante do Cruzeiro-RS na vitória por 3–2. O tricolor gaúcho, porém veio a perder a final para o seu grande rival, o Internacional, após derrota nos pênaltis no Estádio Beira-Rio. No Campeonato Brasileiro, o zagueiro ainda marcou quatro gols, um deles na derrota por 2–1 contra o Botafogo no Engenhão, tendo o zagueiro não comemorado o gol, em respeito ao clube que o formou.
No Tricolor Gaúcho, Rafael viveu a melhor fase de sua carreira, sendo titular por três anos e disputando duas Copas Libertadores no período. Além disso, foi o maior zagueiro-artilheiro da história do clube até a chegada de Werley. Ao todo, foram 143 jogos pelo Grêmio, tendo marcado 18 gols. 

### Atlético Mineiro

#### 2012
Em janeiro de 2012, o jogador foi anunciado como novo reforço do Atlético Mineiro, assinando um contrato de 2 anos com o clube. Estreou na vitória por 2–0 sobre o Boa Esporte na Arena do Jacaré, válida pelo Campeonato Mineiro. Em seu terceiro jogo pelo clube, o zagueiro marcou seu primeiro gol com a camisa do Galo, na vitória por 2–0 sobre a Caldense na Arena do Jacaré, válida pelo Campeonato Mineiro. No primeiro semestre de 2012, o zagueiro foi titular absoluto da equipe e peça fundamental na conquista do Campeonato Mineiro. Com o retorno de Leonardo Silva após sofrer uma lesão, o jogador ficou como primeira opção no banco de reservas, atuando em vinte partidas pelo Brasileirão.
Em 17 de outubro, no empate em 2–2 contra o Santos na Vila Belmiro, válido pelo Brasileirão, Rafael Marques bateu cabeça com Leonardo Silva e ficou desacordado. Depois de onze minutos, o jogador foi retirado por uma maca, já que a ambulância não conseguiu entrar no gramado da Vila Belmiro por conta de um degrau que impedia a passagem do veículo. O zagueiro ficou hospitalizado e foi reavaliado na manhã do dia seguinte, quando recebeu alta de um neurologista. Rafael passou por tomografia no crânio ainda na quarta-feira, dia do jogo, e não teve nenhum problema grave constatado.

#### 2013
Para 2013, a diretoria contratou o experiente Gilberto Silva, que chegou ao clube com o intuito de ser o zagueiro reserva imediato do elenco. Desta forma, Rafael Marques praticamente não figurou nos jogos. Seu grande momento pelo Galo em 2013 foi na partida contra o Newell's Old Boys no Marcelo Bielsa, pela Copa Libertadores da América. Com a zaga titular suspensa, o técnico Cuca não tinha outra opção a não ser escalar Gilberto Silva e Rafael Marques. Mesmo com a derrota por 2–0, os dois fizeram uma excelente partida e Rafael salvou um gol em cima da linha. Ao final do torneio, sua equipe foi campeã, sendo esse, o título mais importante de sua carreira até então.

### Hellas Verona
Em 29 agosto de 2013, poucas semanas após a conquista da Copa Libertadores, Rafael Marques anunciou que rescindiu o contrato com o Atlético Mineiro e assinou com o Hellas Verona, da Itália, por duas temporadas. Estreou na goleada por 4–1 sobre o Bologna no Renato Dall’Ara, válida pelo Campeonato Italiano. 
Em duas temporadas na equipe italiana, o zagueiro alternou entre o time titular e a equipe reserva, e não marcou nenhum gol.

### Coritiba
Após dois anos atuando no futebol italiano, em julho de 2015 o zagueiro acertou sua volta ao Brasil para jogar na equipe do Coritiba. Fez sua estreia na derrota por 3–0 para o Santos na Vila Belmiro, válida pelo Brasileirão - 2015. Marcou seu primeiro e único gol pela equipe Coxa Branca na derrota por 4–3 para a Chapecoense na Vila Capanema, válida pelo Brasileirão - 2016.

### Vasco da Gama
Em julho de 2016, Rafael Marques foi apresentado no Vasco da Gama. Fez sua estreia no empate em 1–1 contra o Luverdense no Passo das Emas, válido pela Série B - 2016. Marcou seu primeiro gol pelo Cruzmaltino na vitória por 2–0 sobre o Nova Iguaçu, em Moça Bonita, válida pelo Campeonato Carioca - 2017.

### Boavista-RJ
Em 30 de novembro de 2018, sem clube desde que deixou o Vasco, Rafael Marques foi anunciado como novo reforço do Boavista-RJ, para o Carioca de 2019.

## Estatísticas
Até 19 de novembro de 2017.
| Clube             | Temporada         | Campeonato nacional | Campeonato nacional | Copa nacional[a] | Copa nacional[a] | Competições internacionais[b] | Competições internacionais[b] | Outros torneios[c] | Outros torneios[c] | Total | Total |
| Clube             | Temporada         | Jogos               | Gols                | Jogos            | Gols             | Jogos                         | Gols                          | Jogos              | Gols               | Jogos | Gols  |
| ----------------- | ----------------- | ------------------- | ------------------- | ---------------- | ---------------- | ----------------------------- | ----------------------------- | ------------------ | ------------------ | ----- | ----- |
| Botafogo          | 2004              | 19                  | 1                   | 3                | 0                | —                             | —                             | 14                 | 0                  | 36    | 1     |
| Botafogo          | 2005              | 36                  | 2                   | 2                | 0                | —                             | —                             | 11                 | 0                  | 49    | 2     |
| Botafogo          | 2006              | 24                  | 3                   | 3                | 0                | 2                             | 0                             | 15                 | 2                  | 44    | 5     |
| Botafogo          | 2007              | 5                   | 0                   | —                | —                | —                             | —                             | 5                  | 0                  | 10    | 0     |
| Botafogo          | Total             | 84                  | 6                   | 8                | 0                | 2                             | 0                             | 45                 | 2                  | 139   | 8     |
| Goiás             | 2008              | 24                  | 1                   | —                | —                | —                             | —                             | 4                  | 0                  | 28    | 1     |
| Goiás             | Total             | 24                  | 1                   | —                | —                | —                             | —                             | —                  | —                  | 24    | 1     |
| Grêmio            | 2009              | 27                  | 5                   | —                | —                | 9                             | 1                             | 8                  | 1                  | 44    | 7     |
| Grêmio            | 2010              | 30                  | 0                   | 4                | 1                | 2                             | 0                             | 14                 | 1                  | 50    | 2     |
| Grêmio            | 2011              | 28                  | 4                   | —                | —                | 8                             | 0                             | 13                 | 5                  | 49    | 9     |
| Grêmio            | Total             | 85                  | 9                   | 4                | 1                | 19                            | 1                             | 35                 | 7                  | 143   | 18    |
| Atlético Mineiro  | 2012              | 20                  | 0                   | 1                | 0                | —                             | —                             | 13                 | 2                  | 34    | 2     |
| Atlético Mineiro  | 2013              | 5                   | 0                   | —                | —                | 1                             | 0                             | 3                  | 0                  | 9     | 0     |
| Atlético Mineiro  | Total             | 25                  | 0                   | 1                | 0                | 1                             | 0                             | 15                 | 2                  | 43    | 2     |
| Verona            | 2013-14           | 17                  | 0                   | 1                | 0                | —                             | —                             | —                  | —                  | 18    | 0     |
| Verona            | 2014-15           | 18                  | 0                   | 1                | 0                | —                             | —                             | —                  | —                  | 19    | 0     |
| Verona            | Total             | 35                  | 0                   | 2                | 0                | —                             | —                             | —                  | —                  | 37    | 0     |
| Coritiba          | 2015              | 9                   | 0                   | 1                | 0                | —                             | —                             | —                  | —                  | 10    | 0     |
| Coritiba          | 2016              | 8                   | 1                   | 3                | 0                | —                             | —                             | 1                  | 0                  | 12    | 1     |
| Coritiba          | Total             | 17                  | 1                   | 4                | 0                | —                             | —                             | 1                  | 0                  | 22    | 1     |
| Vasco da Gama     | 2016              | 10                  | 0                   | —                | —                | —                             | —                             | —                  | —                  | 10    | 0     |
| Vasco da Gama     | 2017              | 15                  | 0                   | 3                | 0                | —                             | —                             | 10                 | 1                  | 28    | 1     |
| Vasco da Gama     | Total             | 25                  | 0                   | 3                | 0                | —                             | —                             | 10                 | 1                  | 38    | 1     |
| Total na carreira | Total na carreira | 295                 | 17                  | 22               | 1                | 22                            | 1                             | 106                | 12                 | 445   | 31    |

- a. ^ Jogos da Copa do Brasil
- b. ^ Jogos da Copa Libertadores da América e da Copa Sul-Americana
- c. ^ Jogos de Campeonatos estaduais e Torneios amistosos

## Títulos
Botafogo
- Campeonato Carioca: 2006
- Taça Guanabara: 2006

Grêmio
- Campeonato Gaúcho: 2010
- Taça Fronteira da Paz: 2010
- Taça Piratini: 2011

Atlético Mineiro
- Campeonato Mineiro: 2012 e 2013
- Copa Libertadores da América: 2013[14]

Vasco da Gama
- Taça Rio: 2017